# Ozoroa marginata
Ozoroa marginata är en sumakväxtart som först beskrevs av Van der Veken, och fick sitt nu gällande namn av R. & A. Fernandes. Ozoroa marginata ingår i släktet Ozoroa och familjen sumakväxter. Inga underarter finns listade i Catalogue of Life.